# 廃坑
廃坑（はいこう）とは鉱山など地下に掘った穴・坑道が使用されなくなった状態で残されている場所やその周辺を言う。
すでに目的の資源の産出は中止されているが、残された廃坑から排出される物質や、地下空洞に原因する陥没や湧水など地下坑道を埋め戻さないための副次的な影響が残る。そのため、管理する管理費、管理人が必要になる。

## 排出される物質
- 湧水、温泉、地熱資源
- 鉱毒
- 陥没

## 廃坑の利用・転用
地下空間という特殊な場所を利用することがある。温度・湿度の恒常性などの特徴が利用される。
- 神岡鉱山地下実験室（KamLAND）　神岡鉱山の亜鉛・銀の廃坑にカミオカンデが建設された。スーパーカミオカンデの稼働後はカムランド地下実験室として利用されている。カドミウム汚染など廃坑管理が続いている。
- レフダル（Lefdal）・マイン　かんらん石の廃坑に、ノルウエー、IBMがデータセンターを建設。＞（wired.jp）
- 秋田県鹿角市に存在する尾去沢鉱山は閉山後に鉱山の歴史の紹介と観光地化を図ったケース。現在は坑道内が一定の湿度と温度を保っていることから日本酒やワインの貯蔵施設としての利用も行われている。

## 関連記事
- 鉱業#廃坑
- 鉱山#閉山
- 坑道#陥没事故
- 遺構
- 廃墟
- 廃道
- 廃線